# Sudorn
El sudorn (Festuca paniculata) és una herba robusta de la família poàcia del gènere Festuca nativa de l'Europa meridional i l'Àfrica del Nord.

## Descripció
És una herba robusta que pot arribar al 1,5 m d'alçada, glabre i amb fulles de color verd clar. La inflorescència és una panícula laxa que pren un color daurat característic. Les espècies de Festuca són difícils de diferenciar entre elles. Però el sudorn és fàcil de determinar per l'engruiximent de la base de la tija, en forma de bulb i per ser una de les espècies més robustes del gènere.

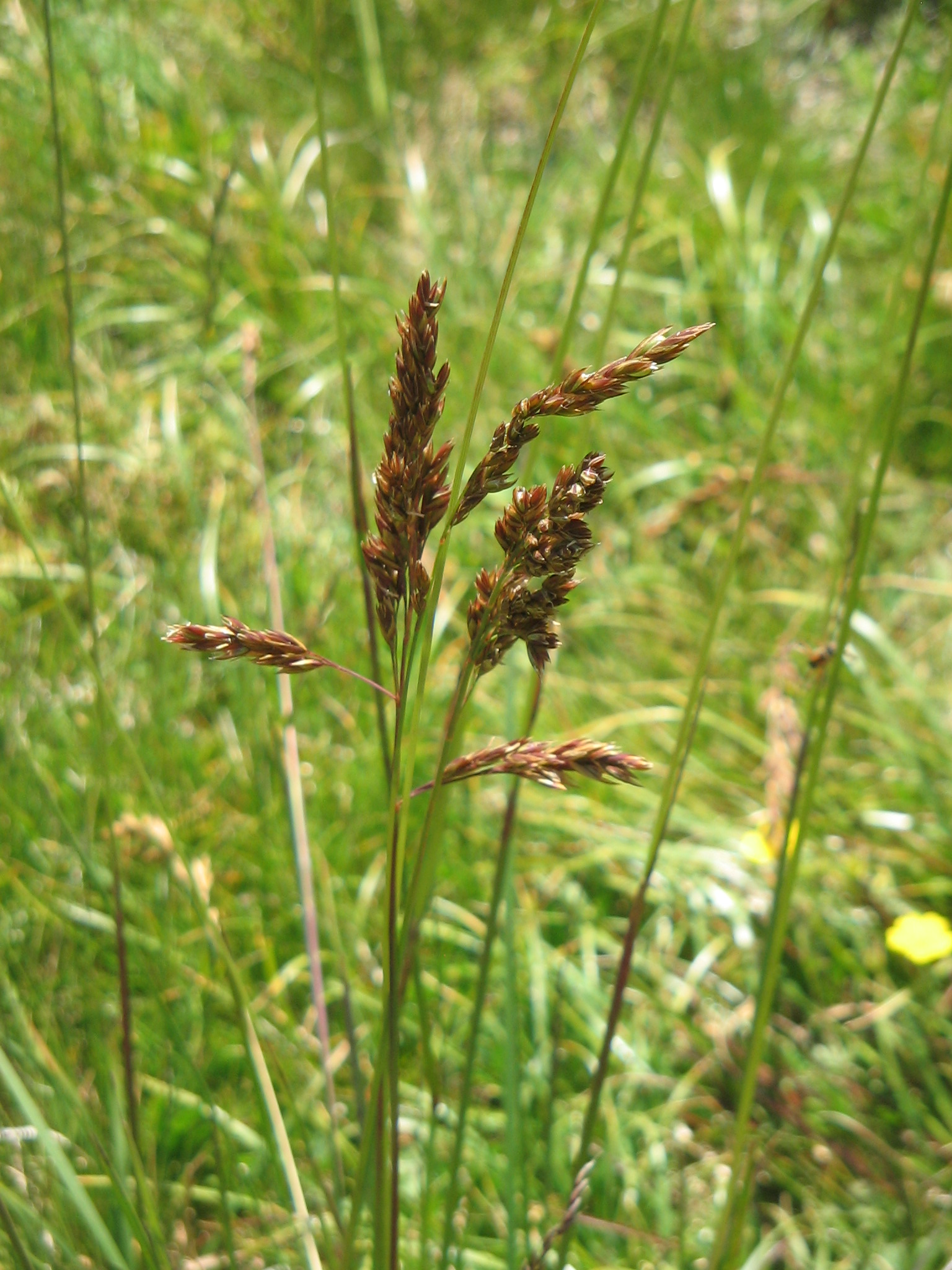
detall de la panícula

## Ecologia i distribució
Sobretot als Pirineus, on aquesta espècie te una presència més destacada, el sudorn es fa protagonista d'una de les comunitats vegetals herbàcies més característiques de l'alta muntanya, el prat alt termòfil de sudorn (Hieracio Festucetum paniculatae).
La vegetació d'alta muntanya està adaptada a unes condicions ambientals força rigoroses que no faciliten el desenvolupament d'espècies massa espectaculars. Més aviat dominen matollars i prats alpins rasos amb poca diversitat i dominats per algunes espècies sovint amb aspecte humil.
A la part alta de l'estatge subalpí i a l'estatge alpí inferior hi ha indrets especialment favorables i arrecerats, al peu d'alguns roquissars on es pot acumular un sòl especialment profund i toca el sol durant una bona part del dia (cosa que fa que la neu pugui fondre's més aviat). Aquests indrets especialment termòfils, però que han de suportar gelades nocturnes primaverals (quan la neu ja ha desaparegut de manera precipitada) permeten que puguin créixer espècies més robustes i de major entitat, normalment amb aparells subterranis potents (rizomes o bulbs).
En aquestes condicions, i normalment sobre terrenys silícics, el sudorn (que dona nom a aquests prats) es veu acompanyat d'un munt d'espècies molt espectaculars que donen un toc de color a l'alta muntanya: Així podem trobar-hi el narcís de muntanya, la pulsatilla alpina, els albissons de muntanya el lliri xiphioide o la paradísia, entre d'altres.

## Taxonomia
S'han descrit diverses subespècies de Festuca paniculata que viuen als Països Catalans, amb lleugeres diferències en la seva morfologia i ecologia i que segons altres autors cal considerar com espècies diferents:
- F. paniculata ssp. durandii (Clauson in Billot) Emb. et Maire, (=F. durandii Clauson in Billot) viu a muntanyes mediterrània i submediterrània de la península ibèrica (citada al País Valencià) i el Magrib.
- F. paniculata ssp. paniculata (L.) Schinz et Thell. la subespècie típica s'ha citat als Pirineus, en prats de gesp (Festuca eskia) assolellats d'alta muntanya.
- F. paniculata ssp.spadicea (L.) Litard. (=F. consobrina Timb.-Lagr.) La subespècie més comuna. És protagonista en prats en indrets pendents i solellats dels Pirineus però també arriba a trobar-se rarament al Montseny, Montserrat, els Ports de Beseit i altres muntanyes submediterrànies, arribant als Ports de Morella; i el Baix Maestrat.
- F. paniculata ssp. paui Cebolla et Rivas Ponce descrita a les muntanyes del País valencià, en alzinars i brolles amb romaní preferentment calcaris.[1]

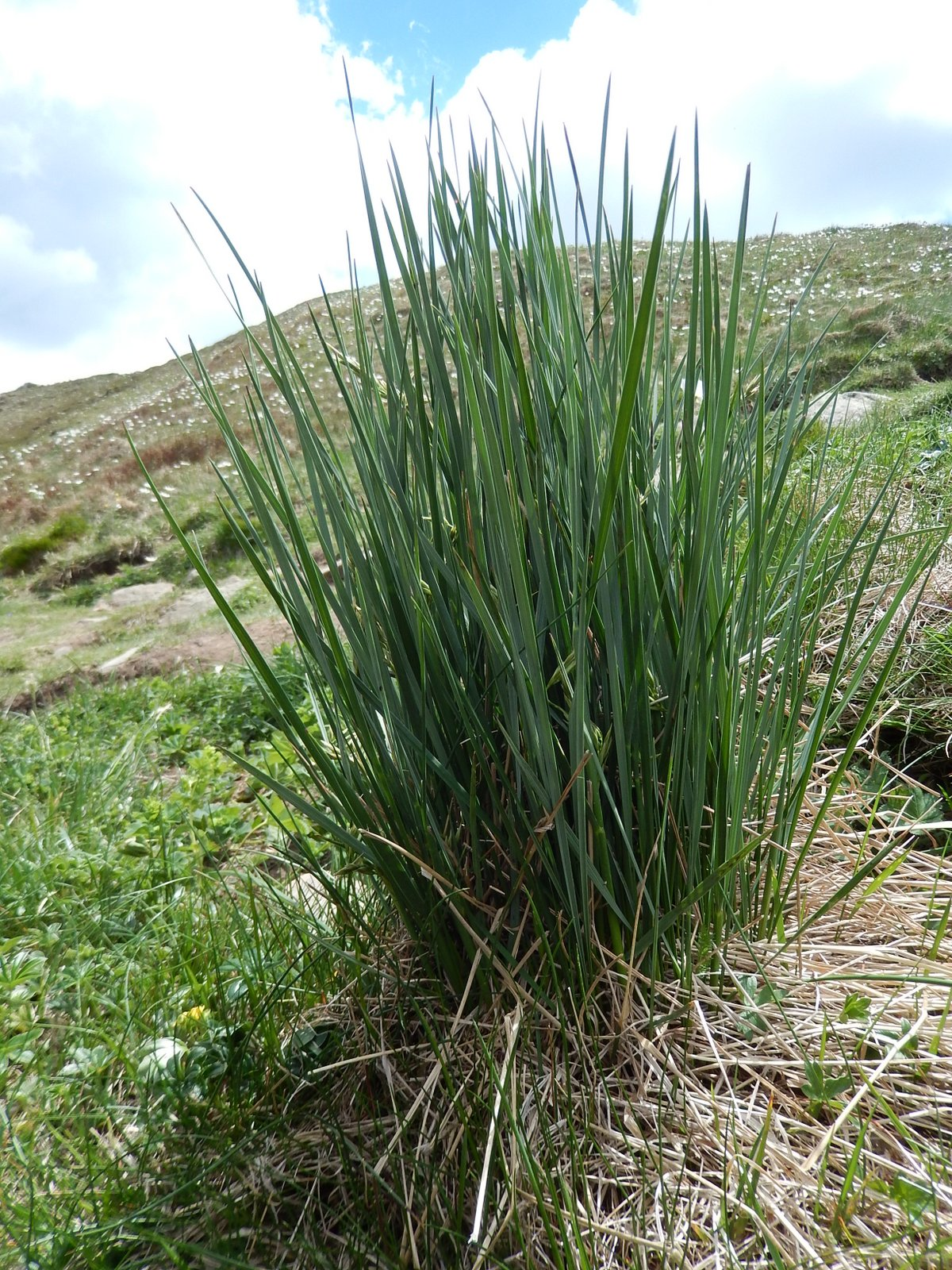
fulles

## Sinònims
Patzkea paniculata (L.) G.H.Loos: El gènere Patzkea va ser proposat l'any 2010 per Götz Heinrich Loos, per separar alguns representants del gènere Festuca, basant-se en l'anàlisi filogenètica. S'ha anomenat així en honor a Erwin Patzke, especialista en l'estudi de les festuques. Patzkea paniculata seria l'espècie tipus d'aquest nou gènere

## Geografia
Al municipi d'Espot, al Pallars Sobirà existeix el Pic de Sudorn o Pala de Sudorn, una muntanya que forma part dels límits del Parc Nacional d'Aigüestortes i Estany de Sant Maurici.